# Jules Gilliéron
Jules Gilliéron (ur. 21 grudnia 1854 w La Neuveville, zm. 26 kwietnia 1926 w Cergnaux-sur-Gléresse) – szwajcarski językoznawca i dialektolog. Od 1883 roku nauczał dialektologii na paryskiej uczelni École pratique des hautes études. Był współzałożycielem czasopisma „Revue des patois gallo-romans”, powstałego w 1887 i wydawanego do 1893 roku. Jego istotną pracą jest Atlas linguistique de la France, ogłoszony w latach 1902–1910. Jest uważany za jednego z założycieli geografii językowej.

## Wybrana twórczość
- La Faillite de l’étymologie phonétique: résumé de conférences faites à l’École pratique des hautes études (1919), Neuveville: Beerstecher.
- Atlas Linguistique de la France (1902–1910) (współautorstwo: Edmond Edmont), Paryż: E. Champion.
- Pathologie et thérapeutique verbales (1921), Paryż: E. Champion.
- Les étymologies des étymologistes et celles du peuple (1922), Paryż: E. Champion.
- Ménagiana du XXe siècle (1922), Paryż: E. Champion.
- Thaumaturgie linguistique (1923), Paryż: E. Champion.